# 東亞偏蒴蘚
東亞偏蒴蘚（学名：Ectropothecium yasudae）为灰蘚科偏蒴蘚屬下的一个种。

## 扩展阅读
- 維基物種上的相關：東亞偏蒴蘚